# Bahnstrecke Proschim-Haidemühl–Spremberg
| Kursbuchstrecke: | 178n (1946) 178p (1944/45) 154m (1934, 1936–39) 60f (1914) |                       |                       |
| Streckenlänge: | 13,71 km                                                   |                       |                       |
| Spurweite: | 1435 mm (Normalspur)                                       |                       |                       |
| |                                                            |                       |                       |
| \| \| \| von Neupetershain \| \| \| \| 0,00 \| Proschim-Haidemühl \| Proschim-Haidemühl \| \| \| \| nach Hoyerswerda \| \| \| \| 5,15 \| Jessen (Kr Spremberg) \| Jessen (Kr Spremberg) \| \| \| 8,14 \| Roitz \| Roitz \| \| \| 13,71 \| Spremberg West \| Spremberg West \| \| \| \| nach Spremberg Stadt \| \| |                                                            |                       |                       |
| Strecke (außer Betrieb) |                                                            | von Neupetershain     | von Neupetershain     |
| Bahnhof (Strecke außer Betrieb) | 0,00                                                       | Proschim-Haidemühl    | Proschim-Haidemühl    |
| Abzweig geradeaus und nach rechts (Strecke außer Betrieb) |                                                            | nach Hoyerswerda      | nach Hoyerswerda      |
| Haltepunkt / Haltestelle (Strecke außer Betrieb) | 5,15                                                       | Jessen (Kr Spremberg) | Jessen (Kr Spremberg) |
| Haltepunkt / Haltestelle (Strecke außer Betrieb) | 8,14                                                       | Roitz                 | Roitz                 |
| Bahnhof (Strecke außer Betrieb) | 13,71                                                      | Spremberg West        | Spremberg West        |
| Strecke (außer Betrieb) |                                                            | nach Spremberg Stadt  | nach Spremberg Stadt  |

Die Bahnstrecke Proschim-Haidemühl–Spremberg war eine 13,71 Kilometer lange Nebenbahn in Brandenburg, die von 1907 bis 1947 den Westbahnhof der Stadt Spremberg mit dem Bahnhof Proschim-Haidemühl an der Bahnstrecke Neupetershain–Hoyerswerda verband und heute vollständig abgebaut ist.

## Geschichte
Am 1. Oktober 1907 wurde die Strecke eröffnet. 1908 wurde in Spremberg West eine Gleisverbindung zur Spremberger Stadtbahn geschaffen.
Die Strecke bediente die Orte Jessen (Jaseń)/Gosda (Gózdź) und Roitz (Rajc).
Im Sommer 1936 fuhren in beiden Richtungen je fünf Zugpaare, im Sommer 1939 waren es sechs und 1944/45 wieder je fünf. Die durchschnittliche Fahrzeit betrug etwa 22 Minuten. Es fuhren ausschließlich Züge mit zweiter und dritter Klasse. Die Hauptbedeutung lag im Güterverkehr, um die hauptsächlich in der Spremberger Neustadt westlich der Spree angesiedelten (Tuch-)Fabriken an das Eisenbahnnetz anzuschließen. Die Stadtbahn zum Haupt-/Ostbahnhof war recht steil und daher für den Güterverkehr nur beschränkt geeignet.
Am 30. September 1947 folgte die Einstellung des Verkehrs. Die Trasse lag großenteils im heutigen Tagebau Welzow-Süd und ist daher nicht mehr erkennbar; die an der Strecke gelegenen Siedlungen wurden abgebaggert. Der Bahnhof Spremberg West lag nördlich der Westbahnstraße.